# The Flapper
The Flapper é um filme mudo estadunidense de 1920, do gênero comédia, estrelado por Olive Thomas e dirigido por Alan Crosland.
Foi o primeiro nos EUA a retratar o estilo de vida conhecido como melindrosa (Flapper, em inglês), que se tornou uma mania e moda cultural na época.

## Sinopse
A personagem Genevieve "Ginger" King (Thomas) vive juntamente com sua família bastante rica na sonolenta cidade de Orange Springs, Flórida, onde até mesmo tomar refrigerante com um rapaz é considerado escandaloso. Por causa de seu comportamento questionável e o desejo por uma vida mais excitante, o pai de Ginger decide mandá-la para um internato, Mrs. Paddles’ School for Young Ladies, o qual é administrado pela rigorosa Mrs. Paddles (Marcia Harris), em Lake Placid (Nova Iorque).
Apesar das normas duras no internato, as estudantes se divertem adotando o estilo de vida denominado melindrosa, incluindo paquerar. Richard Channing (William P. Carleton), um homem mais velho passa pelo seminário todos os dias, fantasiando relações românticas com as garotas. Quando Ginger faz um passeio de trenó com Channing, ela mente sua idade para ele, dizendo que ela tinha "quase vinte". Ginger começa então a namorar com Channing. Ela logo entra em problemas com a diretora ao ter se esgueirado para um clube local onde Channing está fazendo uma festa. Uma de suas colegas, Hortense (Katherine Johnston), que é descrita como "uma mariposa entre borboletas", denuncia-a. O motivo real de Hortense para fazer isso é tirar a diretora do caminho para poder roubar o cofre da escola e fugir com o seu namorado Thomas Morran (Arthur Housman). Agindo por causa de uma mensagem vaga que ela recebeu, Ginger — enquanto viajando da escola para casa — vai para um hotel em Nova Iorque onde Hortense e Thomas estão hospedados. Eles a forçam  usar algumas malas para guardar itens valiosos, incluindo roupas caras e joias.
Sabendo que Channing foi para Orange Springs em uma viagem de iatismo, Ginger decide usar as roupas e joias para apresentar a si mesma como uma mulher mais bem vestida, madura e de experiência quando ela volta para casa. Seu plano sai pela culatra, e seu pai acredita que ela está mentindo quando diz que tudo é uma piada. Detetives então aparecem querendo saber porque Ginger está vestida com itens roubados; e tanto seu jovem admirador Bill e  Channing pensam que ela se tornou uma mulher perversa. Hortense e seu namorado agora aparecem em Orange Springs para tomar posse de seus itens roubados. A captura delas pela polícia limpa o nome de Ginger e recupera a reputação dela. 
Eventos de Ginger e seu envolvimento com outro personagem são apresentados em forma de cinejornais (não ficcionais) no fim do filme.

## Elenco
- Olive Thomas como Ginger King
- Warren Cook como Senator King
- Theodore Westman, Jr. como Bill Forbes
- Katherine Johnston como Hortense
- Arthur Housman como Tom Morran
- Louise Lindroth como Elmina Buttons
- Charles Craig como Reverendo Cushil
- William P. Carleton como Richard Chenning
- Marcia Harris como Mrs. Paddles
- Bobby Connelly como King, Jr.
- Athole Shearer como personagem extra (não creditado)
- Norma Shearer como estudante (não creditado)

## Domínio público e DVD
- The Flapper não está mais sob direitos autorais. Agora no domínio público, o filme está livre sem restrições de uso.[3][4]
- Em 2005, The Flapper foi lançado para DVD como parte da Coleção Olive Thomas.[5]